# 손승연
손승연(1993년 9월 15일~)은 대한민국의 가수이다. Mnet의 오디션 프로그램 《보이스 코리아》에서 우승했다.

## 학력
- 서울홍제초등학교(졸업)
- 홍은중학교(졸업)
- 서울공연예술고등학교 실용음악과(졸업)
- 호원대학교 실용음악과(재학)

## 출연

### 방송
- 2012년 Mnet 《보이스 코리아》
- 2014년 KBS 《불후의 명곡》
- 2016년 MBC 《마이 리틀 텔레비전》
- 2018년 MBC 《미스터리 음악쇼 복면가왕》 제71대~제78대 가왕 - 성대천하 유아독존 동방불패
- 2020년 tvN 《플레이어 2》 - 4회
- 2021년 TV CHOSUN 《사랑의 콜센타》 게스트
- 2022년 TV CHOSUN 《국가가 부른다》 게스트
- 2025년 MBN 《한일톱텐쇼》 게스트

## 음반

### 정규 음반
- 2012년 1집 《미운 오리의 날개짓》

### 미니 음반
- 2014년 《Sonnet Blooms》

### 싱글
- 2012년 `경고`(현대자동차 PYL 배틀송)
- 2013년 `미친게 아니라구요`
- 2013년 `희망고문`(짝 OST 삽입곡, With 아웃사이더)
- 2013년 `너의 목소리가 들려`
- 2014년 `살만해졌어`
- 2014년 `Sonnet Blooms`
- 2014년 `바라만 보네요`(With 더 원)
- 2014년 `첫눈이 온다구요`
- 2016년 `MS.BURGUNDY(미스 버건디)`
- 2016년 `보란듯이`(With 앤덥)
- 2019년 'I'm Not A Warrior'

### 사운드트랙
- 2012년 골든타임 OST - 《너를 되뇌다》
- 2014년 참 좋은 시절 OST - 《서툰 사랑》
- 2015년 왕의 얼굴 OST - 《그대라서》
- 2015년 맨도롱 또똣 OST - 《널 위한거야》
- 2018년 대군사랑을 그리다OST - 《사랑 참 못됐다》
- 2018년 훈남정음OST - 《먼저 사랑할지 몰라》
- 2018년 손 the guest OST - 《나쁜 꿈》
- 2018년 나쁜 형사OST - 《그림자》
- 2019년 아이템OST - 《Close to night》
- 2019년 조선혼담공작소 꽃파당 OST - 《개기일식》
- 2020년 부부의 세계 OST - 《SAD》

### 참여 음반
- 2015년 《The Message Part 1》(With 권인하, 신보라, 모노웨이브)

## 보이스 코리아에서 부른 곡들
- 물들어(Top24)
- 비와 당신의 이야기(Top16)
- 안녕(Top8)
- 미운오리새끼(Top4)
- 여러분(Top4)

| 보이스 코리아 우승자 |                      |                 |
| 이전                 | 보이스 코리아 손승연 | 보이스 코리아 2 |
|                      | 보이스 코리아 손승연 | 이예준          |
|                      |                      |                 |
|                      |                      |                 |

## 수상
- 2012년 제6회 케이블TV 방송대상 스타상
- 2019 서울 석세스 어워드 가수 대상
- 2019 브랜드 고객 만족도 '여자 솔로 아티스트' 부문 대상